# Asterella drummondii
Asterella drummondii là một loài rêu trong họ Aytoniaceae. Loài này được Taylor R.M. Schust. ex D.G. Long mô tả khoa học đầu tiên năm 1999.